# Mats Näslund
Temple de la renommée de l'IIHF : 2005
Temple de la renommée du hockey suédois : 2012
Mats Näslund (né le 31 octobre 1959 à Timrå en Suède) est un joueur professionnel suédois de hockey sur glace qui évoluait au poste d'ailier gauche.

## Biographie

### Carrière dans la LNH
Näslund a été sélectionné en tant que 37e joueur lors du repêchage d'entrée dans la Ligue nationale de hockey en 1979 ; il est alors le deuxième choix des Canadiens de Montréal après Gaston Gingras choisi 27e. Après avoir joué les trois années suivantes en Suède, il rejoint les Canadiens pour la saison 1982-1983. Il devient alors le premier joueur européen à jouer pour Montréal.
À sa première saison en tant que recrue, Näslund amasse 71 points en 74 parties, terminant au troisième rang  de l'équipe derrière Guy Lafleur et Ryan Walter. 
Ses qualités offensives ont rapidement gagné le cœur des amateurs québécois; on le surnomme alors «Le Petit Viking», en référence à ses origines scandinaves et sa petite taille (1,70 m). À son arrivée, dû justement à sa petite stature, son coéquipier Mario Tremblay l'avait présenté à la caméra, à la blague: «Voici notre nouveau joueur. Un Suédois. L'autre moitié doit arriver la semaine prochaine...»,.
La meilleure saison de Näslund viendra en 1985-1986.  Il marque 43 buts et 67 aides pour 110 points, une première pour un joueur de Montréal depuis Lafleur en 1979-1980, et le dernier joueur des Canadiens à franchir le cap des 100 points. Son record de 67 aides pour un ailier gauche n'est rejoint qu'en 1991 par Kevin Stevens des Penguins de Pittsburgh (69 en 1991-1992). Durant les séries de 1985-1986, le rapide suédois mène les marqueurs de Montréal avec 19 points alors que les Canadiens remportent leur 23e Coupe Stanley, leur dernière remontant à 1979.
Peu pénalisé, Näslund ne totalise jamais plus de 19 minutes de punitions par saison. Son esprit sportif lui vaut de gagner au suffrage le trophée Lady Byng en 1988.
Näslund quitte les Canadiens en 1990 pour retourner en Europe. Il joue un an en Suisse, suivie de trois saisons dans sa Suède natale.  Il revient dans la LNH lors du lock-out de 1994-1995 pour les Bruins de Boston. Il quitte définitivement la LNH à la fin de la saison.
Näslund se classe au 12e rang en carrière des marqueurs du Canadien avec 612 points en 617 matchs.

## Statistiques

### En club
| Saison      | Équipe                | Ligue       |     | Saison régulière | Saison régulière | Saison régulière | Saison régulière | Saison régulière |    | Séries éliminatoires | Séries éliminatoires | Séries éliminatoires | Séries éliminatoires | Séries éliminatoires |
| Saison      | Équipe                | Ligue       | PJ  | B                | A                | Pts              | Pun              | PJ               | B  | A                    | Pts                  | Pun                  |                      |                      |
| 1976-1977   | Timrå IK              | Division 1  | 17  | 14               | 13               | 27               |                  | -                | -  | -                    | -                    | -                    |                      |                      |
| 1977-1978   | Timrå IK              | Elitserien  | 35  | 13               | 6                | 19               | 14               | -                | -  | -                    | -                    | -                    |                      |                      |
| 1978-1979   | Brynäs IF             | Elitserien  | 36  | 12               | 12               | 24               | 19               | -                | -  | -                    | -                    | -                    |                      |                      |
| 1979-1980   | Brynäs IF             | Elitserien  | 36  | 18               | 19               | 37               | 34               | 7                | 2  | 2                    | 4                    | 4                    |                      |                      |
| 1980-1981   | Brynäs IF             | Elitserien  | 36  | 17               | 25               | 42               | 34               | -                | -  | -                    | -                    | -                    |                      |                      |
| 1981-1982   | Brynäs IF             | Elitserien  | 36  | 24               | 18               | 42               | 16               | -                | -  | -                    | -                    | -                    |                      |                      |
| 1982-1983   | Canadiens de Montréal | LNH         | 74  | 26               | 45               | 71               | 10               | 3                | 1  | 0                    | 1                    | 0                    |                      |                      |
| 1983-1984   | Canadiens de Montréal | LNH         | 77  | 29               | 35               | 64               | 4                | 15               | 6  | 8                    | 14                   | 4                    |                      |                      |
| 1984-1985   | Canadiens de Montréal | LNH         | 80  | 42               | 37               | 79               | 14               | 12               | 7  | 4                    | 11                   | 6                    |                      |                      |
| 1985-1986   | Canadiens de Montréal | LNH         | 80  | 43               | 67               | 110              | 16               | 20               | 8  | 11                   | 19                   | 4                    |                      |                      |
| 1986-1987   | Canadiens de Montréal | LNH         | 79  | 25               | 55               | 80               | 16               | 17               | 7  | 15                   | 22                   | 11                   |                      |                      |
| 1987-1988   | Canadiens de Montréal | LNH         | 78  | 24               | 59               | 83               | 14               | 6                | 0  | 7                    | 7                    | 2                    |                      |                      |
| 1988-1989   | Canadiens de Montréal | LNH         | 77  | 33               | 51               | 84               | 14               | 21               | 4  | 11                   | 15                   | 6                    |                      |                      |
| 1989-1990   | Canadiens de Montréal | LNH         | 72  | 21               | 20               | 41               | 19               | 3                | 1  | 1                    | 2                    | 0                    |                      |                      |
| 1990-1991   | HC Lugano             | LNA         | 42  | 31               | 39               | 70               | 0                | 9                | 4  | 9                    | 13                   | 0                    |                      |                      |
| 1991-1992   | Malmö Redhawks        | Elitserien  | 39  | 15               | 25               | 40               | 10               | 10               | 3  | 2                    | 5                    | 0                    |                      |                      |
| 1992-1993   | Malmö Redhawks        | Elitserien  | 33  | 10               | 22               | 32               | 10               | 1                | 0  | 0                    | 0                    | 0                    |                      |                      |
| 1993-1994   | Malmö Redhawks        | Elitserien  | 40  | 14               | 30               | 44               | 8                | 11               | 2  | 4                    | 6                    | 4                    |                      |                      |
| 1994-1995   | Bruins de Boston      | LNH         | 34  | 8                | 14               | 22               | 4                | 5                | 1  | 0                    | 1                    | 0                    |                      |                      |
| Totaux LNH' | Totaux LNH'           | Totaux LNH' | 651 | 251              | 383              | 634              | 111              | 102              | 35 | 57                   | 92                   | 33                   |                      |                      |

### En équipe nationale
| Année | Compétition                 |    | PJ | B | A  | Pts | Pun                |  | Résultat |
| 1977  | Championnat d'Europe junior | 6  | 9  | 3 | 12 | 2   | Médaille d'or      |  |          |
| 1978  | Championnat du monde junior | 7  | 2  | 8 | 10 | 6   | Médaille d'argent  |  |          |
| 1979  | Championnat du monde junior | 6  | 3  | 2 | 5  | 6   | Médaille de bronze |  |          |
| 1979  | Championnat du monde        | 8  | 5  | 2 | 7  | 8   | Médaille de bronze |  |          |
| 1980  | Jeux olympiques             | 7  | 3  | 7 | 10 | 6   | Médaille de bronze |  |          |
| 1981  | Championnat du monde        | 8  | 0  | 3 | 3  | 8   | Médaille d'argent  |  |          |
| 1982  | Championnat du monde        | 10 | 2  | 4 | 6  | 6   | 4e place           |  |          |
| 1983  | Championnat du monde        | 10 | 3  | 4 | 7  | 2   | 4e place           |  |          |
| 1984  | Coupe Canada                | 8  | 2  | 3 | 5  | 6   | Finaliste          |  |          |
| 1987  | Coupe Canada                | 6  | 1  | 2 | 3  | 2   | 3e place           |  |          |
| 1991  | Championnat du monde        | 10 | 3  | 5 | 8  | 0   | Médaille d'or      |  |          |
| 1991  | Coupe Canada                | 6  | 1  | 3 | 4  | 0   | 4e place           |  |          |
| 1992  | Jeux olympiques             | 8  | 1  | 5 | 6  | 27  | 5e place           |  |          |
| 1994  | Jeux olympiques             | 8  | 0  | 7 | 7  | 0   | Médaille d'or      |  |          |

## Carrière internationale
Näslund a représenté son pays à de nombreux tournois internationaux. En tant que junior, il a représenté la Suède en 1978 et 1979 au championnat mondial de hockey junior, gagnant une médaille d'argent 1978 et une médaille de bronze l'année suivante.
Näslund participera à cinq autres championnats du monde de hockey, gagnant le bronze en 1979, l'argent en 1981 et l'or en 1991, sa dernière présence à l'évènement.
Puisque les championnats du monde se produisent durant les finales de la Coupe Stanley, Näslund n'était souvent pas
disponible pour l'événement durant ses meilleures années à Montréal. Son unique présence dans le tournoi en tant que joueur actif de la LNH fut en 1983.
Näslund a obtenu la chance de jouer pour la Suède contre les meilleurs joueurs de la LNH en 1984, 1987 et 1991 lors de Coupe Canada, le précurseur de la Coupe du monde de Hockey. Les Suédois s'inclinèrent devant le Canada lors des finales en 1984. Ils ont atteint la demi-finale en 1987 et 1991, perdant contre l'Union soviétique et le Canada respectivement.
Näslund a également participé à deux des Jeux olympiques d'hiver, en 1980 et 1994. La Suède a gagné la médaille de bronze en 1980 et la médaille d'or en 1994 ; cette année-là, ils gagneront en défaisant le Canada lors des tirs de barrage. La médaille d'or de 1994 a permis à Näslund de se distinguer en méritant le triple honneur d'avoir gagné une Coupe Stanley, le championnat du monde et le championnat olympique dans sa carrière.

## Honneurs, prix et récompenses
- Équipe d'étoiles au Championnat du monde junior, 1978
- Joueur suédois de l'année, 1980
- Champion de la ligue de Suède, 1980, 1992, 1994
- Équipe d'étoiles des recrues de la LNH, 1983
- Nommé dans l'équipe d'étoiles de la LNH, 1984, 1986, 1988, 1989 (blessé, il ne joue pas)
- Seconde équipe d'étoiles de la LNH, 1986
- Champion de la Coupe Stanley, 1986
- Trophée Lady Byng, 1988
- Champion du Monde, 1991
- Médaille d'or aux Jeux olympiques, 1994
- Admis au temple de la renommée de la Fédération internationale de hockey sur glace en 2005[6].